# Eremo di San Giorgio (Solagna)
L'eremo di San Giorgio è un antico luogo di culto di Solagna, in provincia di Vicenza.
Si trova a 460 m s.l.m. sul colle di San Giorgio, a nord del paese, lungo le creste che dalla sponda sinistra del canale di Brenta risalgono sino al margine del massiccio del Grappa (Colli Alti). È raggiungibile mediante il segnavia 44.

## Storia

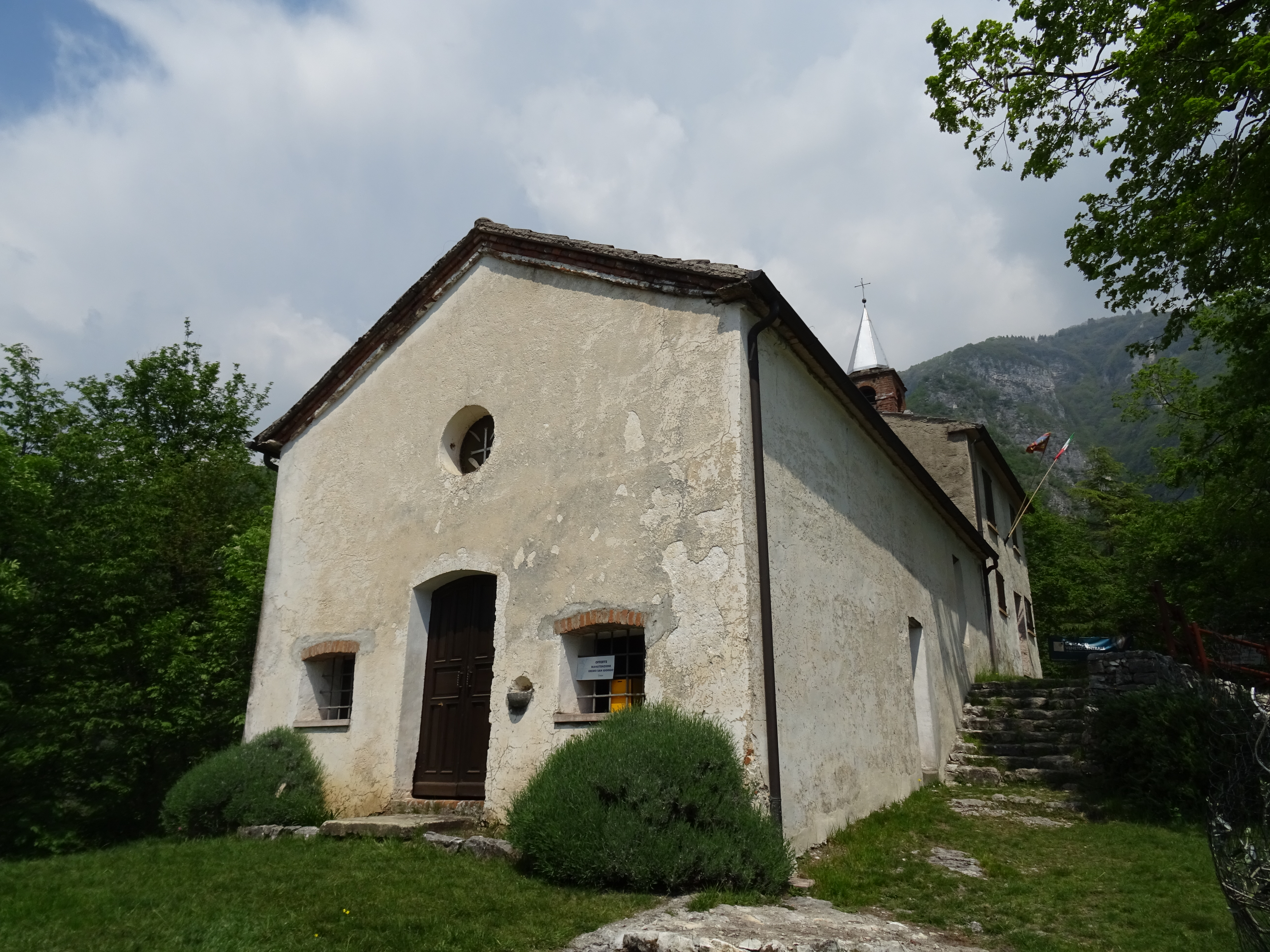
La chiesa

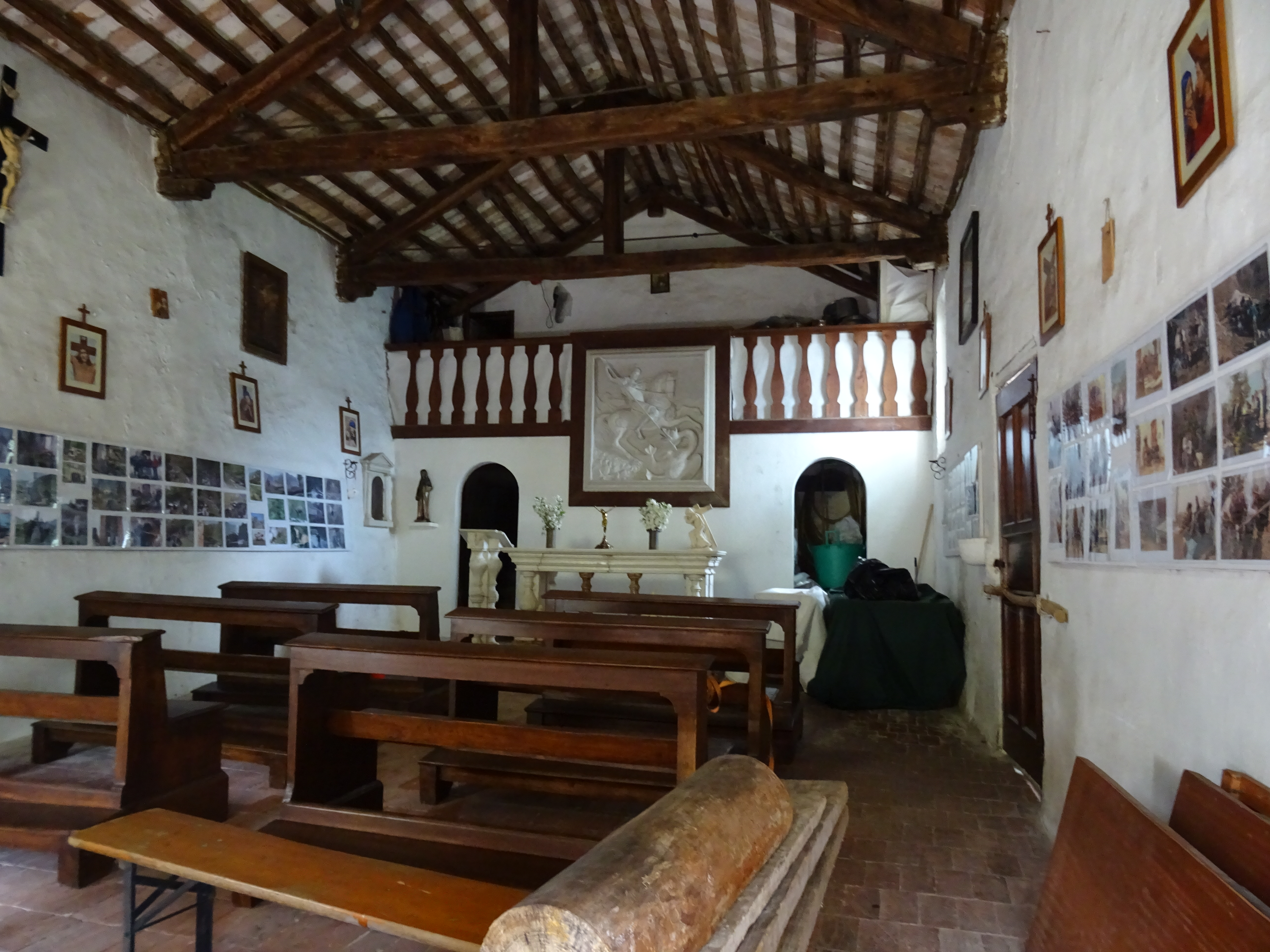
Interno della chiesa

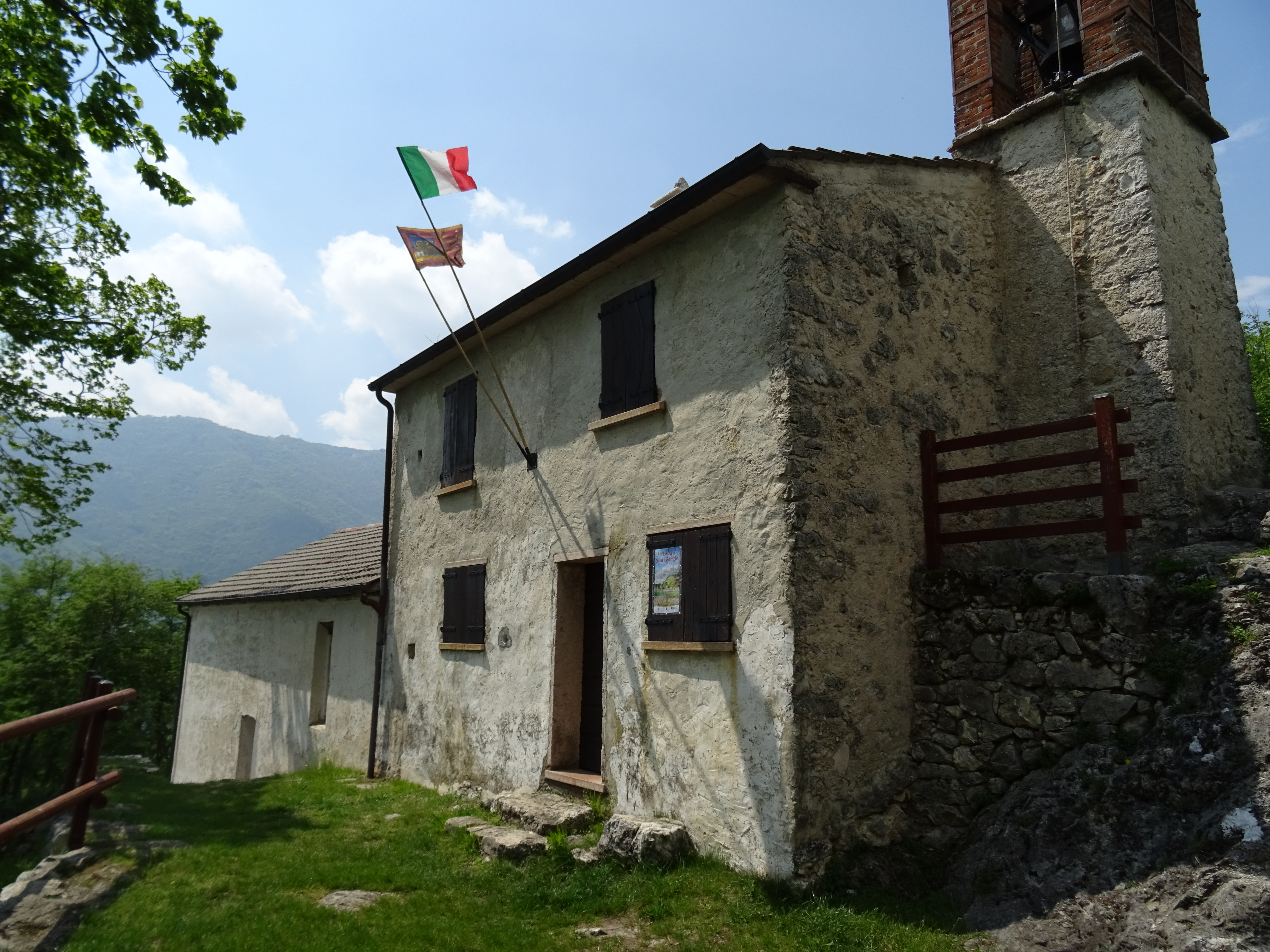
L'eremo

La zona di San Giorgio fu frequentata sin dai tempi antichi, sicuramente dall'epoca romana imperiale.
Sul declivio orientale del colle si trovano ancora i resti di una sepoltura, che all'inizio del Novecento fu descritta da Plinio Fraccaro come una tomba "preistorica". Studi più recenti collocano il manufatto in epoca precristiana (III-IV secolo) e non si esclude che nella roccia dove ora sorge l'eremo si trovassero altre sepolture. Un sepolcreto coevo si trova ai piedi del colle, presso contrà Maretini.
Il sito presenta quindi numerose analogie con quelli del monte Bastia (al confine tra Pove del Grappa e Solagna), del Pian Castello (San Nazario) e di Praventore (tra Merlo e Carpanè). Tutti si caratterizzano per la presenza di un colle che domina il canale da est; ai suoi piedi sorge un insediamento associato a una necropoli e sulla cima un castelliere. A San Giorgio, tuttavia, non sono stati individuati i resti di una fortificazione.
Secondo la tradizione, la chiesa fu fondata nel 1004 da Enrico II del Sacro Romano Impero, in occasione della sua discesa in Italia tramite il canale di Brenta. Misurando le dimensioni dell'edificio si è notato che l'unità di misura impiegata è il piede carolingio (34 cm), il che collocherebbe la costruzione in epoca longobarda-franca.
Le prime menzioni scritte sono però più tarde: il culto per San Giorgio è attestato a Solagna dalla fine del XV secolo, mentre l'oratorio è citato specificamente nelle visite pastorali della seconda metà del XVI secolo. Da queste sappiamo che esso era un edificio estremamente semplice, sostanzialmente un'aula priva di pavimento e finestre e con un'unica porta rivolta a ovest. All'interno si trovava un solo altare con l'immagine di san Giorgio, mentre un altro altare si trovava sotto il portico esterno e qui, il 24 aprile (festa del titolare secondo il calendario ambrosiano; fu spostata il 23 aprile solo nel 1725), si celebrava una messa. Durante la festa venivano distribuiti al popolo pane e vino, usanza che fu vietata nel 1587 dal delegato vescovile Nicolò Galerio.
Le relazioni cinquecentesche insistevano sulla necessità di restauri, ma essi vennero effettuati solo nel corso del Seicento. Da allora e fino alla visita del 1832 compresa l'edificio si presentò sempre come "povero, ma in ordine".
Dal 1634 al 1763 è citata la presenza, non costante, di uno o due eremiti, dimoranti in celle costruite accanto alla chiesa. Non si sa se in precedenza San Giorgio fosse già frequentato come luogo di eremitaggio, di certo non era un caso unico nella zona: si ricordano San Bovo sopra Angarano, San Francesco presso Foza, San Bortolo a Pove e San Vito a Bassano.
Nel corso dell'Ottocento l'interesse per l'eremo venne meno e iniziò un periodo di rapida decadenza. Nel 1888 il vescovo Giuseppe Callegari constatava come esso fosse in cattivo stato e alla fine dello stesso secolo vi si insediò una famiglia su concessione del comune di Solagna, a patto che si occupasse della custodia della chiesa.
I primi importanti lavori di restauro avvennero nel 1922. Nel 1925 fu ricostruito il campanile. Altri interventi risalgono agli anni 1970 su iniziativa del "Gruppo Amici di S. Giorgio".

## Descrizione
Il complesso è costituito dall'eremo e dalla chiesa, addossati a uno sperone roccioso sul quale è stato costruito il campanile.
La chiesa, con la facciata rivolta a sudovest, presenta una pianta "a cuneo" tipica dell'epoca longobarda. All'interno è conservata una piccola statua di san Gottardo (citata nella visita del 1745) e un altorilievo in marmo dell'artista locale Kobe Todesco (1984), che riproduce una pala di Angelo Turri (1925) trafugata nel 1978. Dello stesso autore è la Via Crucis (2000). Un crocifisso ligneo risalente al XVII secolo è ora collocato nella parrocchiale di Santa Giustina.
Ricerche eseguite nel 1999 hanno evidenziato come sotto l'intonaco attuale erano presenti delle decorazioni colorate.
Contiguo al retro della chiesa è l'eremo. Questo ha in parte inglobato la roccia che, all'interno, è stata scalpellata per pareggiarla al pavimento. Una parte è invece stata lasciata intatta e su questa è stata scavata coppella da collegare forse alla vicina tomba precristiana.
Quest'ultima si presenta come un sarcofago scavato nella pietra e privo del coperchio (ma sul lato sinistro resta il solco dove esso poggiava) con una coppella scavata sul fondo. La presenza di un origliere dove era poggiata la testa fa intuire che la salma era orientata sud-nord, rivolta alle Alpi.
Nel 1872, con l'istituzione del terzo ordine francescano a Solagna, si aggiunse anche la venerazione per san Francesco. Risalirebbe a questo periodo una statua collocata in una "grotta" nei pressi del complesso.